# 弗雷泽堡
弗雷泽堡（英语：Fraserburgh；苏格兰盖尔语：A' Bhruaich；低地苏格兰语：The Broch或Faithlie），是英国苏格兰阿伯丁郡的一个城镇，位于阿伯丁郡东北部，阿伯丁以北64公里。总人口12630（2006年估计）。弗雷泽堡是全欧最大的贝类港口。

## 友好城市
- 法國 布雷叙尔